# Inhibidores de la ureasa
Los inhibidores de la ureasa son compuestos que bloquean o reducen la actividad de la enzima ureasa. La ureasa es una enzima que convierte la urea en amoníaco y dióxido de carbono, y se encuentra en microorganismos del suelo y ciertas bacterias patógenas, como la Helicobacter pylori. Su inhibición es importante tanto en la agricultura como en la medicina.

## Aplicaciones

### Uso en Agricultura
En suelos agrícolas, la urea es una fuente común de nitrógeno utilizada en fertilizantes. Sin embargo, la actividad de la ureasa en el suelo puede descomponer rápidamente la urea, liberando amoníaco y perdiendo nitrógeno, lo que reduce la eficiencia del fertilizante.
El uso de inhibidores de ureasa ralentiza la mineralización de la urea en el suelo, disminuyendo así la velocidad de liberación de amonio (NH4+) y nitrato (NO3–). Esto convierte a los inhibidores de la ureasa en una herramienta eficaz para reducir las pérdidas de nitrógeno, ya que al disminuir la liberación de nitrógeno mineralizado en los primeros días tras la aplicación del fertilizante, se logra una liberación más gradual y alineada con las necesidades del cultivo, evitando acumulaciones puntuales excesivas de nitrógeno mineral.
Los inhibidores de ureasa como la NBPT, fosforamidas y fenoles ayudan a reducir la pérdida de nitrógeno por volatilización, permitiendo una liberación más controlada de nitrógeno y mejorando el rendimiento de los cultivos. Estos inhibidores prolongan la disponibilidad de nitrógeno en el suelo, lo que mejora el aprovechamiento del fertilizante y disminuye el impacto ambiental.

### Aplicación en Medicina
Algunas bacterias patógenas, como Helicobacter pylori, utilizan la ureasa para generar amoníaco y neutralizar el ácido gástrico, facilitando su colonización en el estómago. La inhibición de la ureasa es, por lo tanto, una estrategia para combatir infecciones por H. pylori, que están asociadas con úlceras y cáncer gástrico. Derivados de hidroxiurea, flavonoides y algunos compuestos metálicos (como el ion níquel) han demostrado eficacia como inhibidores de ureasa en investigaciones para el tratamiento de enfermedades infecciosas.

## Inhibidores más Comunes
- NBPT (N-butiltiofosforotriamida): Común en la agricultura, es uno de los inhibidores más efectivos para reducir la volatilización de amoníaco en fertilizantes de urea.
- Compuestos metálicos: Sales de metales como cobre, níquel y plata pueden inactivar la ureasa, aunque su uso es limitado debido a la toxicidad en humanos y plantas.
- Extractos vegetales: Algunos extractos de plantas, como el té verde, el jengibre y el ajo, contienen flavonoides y polifenoles que tienen propiedades inhibitorias naturales sobre la ureasa.[5]